# 芒斯·塞默洛
芒斯·彼得·阿尔伯特·萨伦·塞默洛（瑞典語：Måns Petter Albert Sahlén Zelmerlöw，發音：[ˈmɔns ˈsɛlmɛrˈlœːv]，1986年6月13日—）是一位瑞典流行歌手、演员及电视主持人。他在2005年参加了真人秀节目《瑞典偶像》，并获得第五名；2006年参加瑞典版《与星共舞》获得冠军。2007年参加瑞典旋律节，参赛歌曲《Cara Mia》也成为大热曲目。2011年到2013年期间，塞默洛还主持了瑞典旋律节和音乐节目《Allsång på Skansen》。继2007年之后，他又于2009年和2015年两次参加了瑞典旋律节，并在2015年获得冠军。之后代表瑞典参加了2015年欧洲歌唱大赛，并凭借一曲《英雄》获得365分，成为了当届大赛冠军。这也是瑞典在欧洲歌唱大赛中第六次获得冠军。

## 早年生活
塞默洛于1986年6月13日出生于瑞典隆德，母亲比吉塔·萨伦（Birgitta Sahlén）是隆德大学教授，父亲斯文-奥洛夫·塞默洛（Sven-Olof Zelmerlöw）则是一位外科医生。塞默洛在隆德读高中期间就学习了音乐，是学校合唱团的成员之一。2002年，他还在马尔默出演了音乐剧《約瑟的神奇彩衣》。

## 事业

### 2005年：瑞典偶像
2005年，塞默洛参加了音乐选秀节目《瑞典偶像》（Idol）第二季，从此进入公众视野。他在第八周比赛中被淘汰，最终获得第五名。整季比赛中，塞默洛曾两次进入倒数三名，一次进入倒数两名。

### 2006年：与星共舞
2006年，塞默洛参加了瑞典版《与星共舞》（Let's Dance）第一季，和舞蹈演员玛丽亚·卡尔森（Maria Karlsson）搭档，获得最终比赛的冠军。
同年，塞默洛还出演了音乐剧《油脂》的瑞典版，在其中饰演男主角丹尼·佐科（Danny Zuko）。之后，塞默洛与瑞典华纳音乐旗下的M&L Records签下合约，计划发行一张个人专辑。

### 2007－2008年：瑞典旋律节与专辑《Stand by For...》

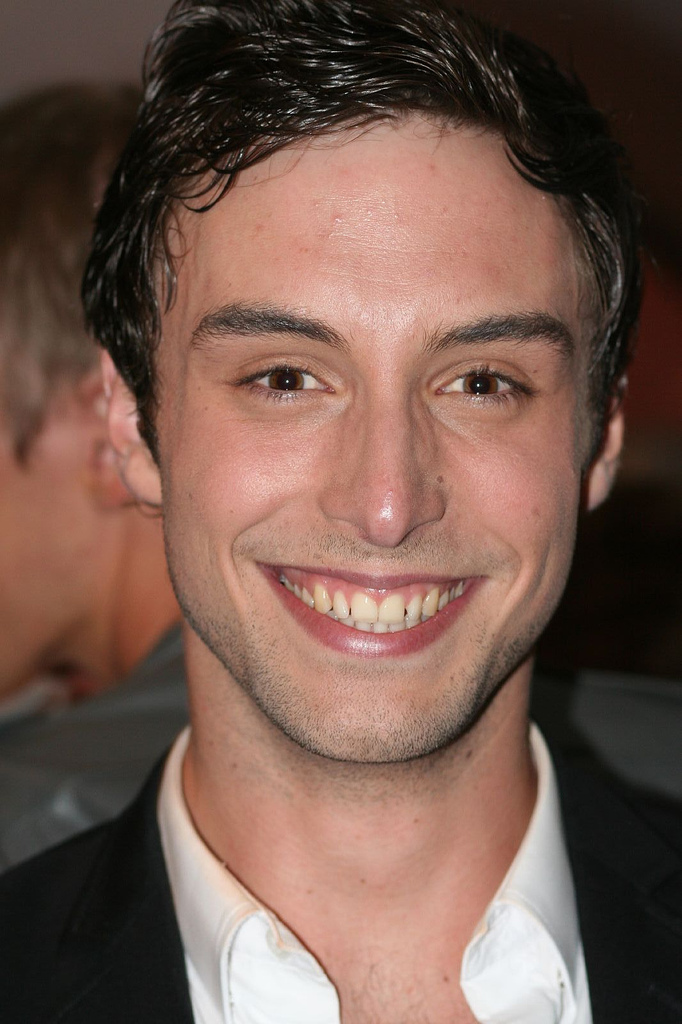
2007年，塞默洛在斯德哥尔摩

2006年11月，塞默洛宣布将参加2007年瑞典旋律节。这场比赛将选出代表瑞典前往芬兰赫尔辛基参加2007年欧洲歌唱大赛的歌手。他在2007年2月17日的第三场预赛中演唱了歌曲《Cara Mia》，成功晋级3月10日的总决赛。在总决赛中，塞默洛获得第三名。赛后不久，塞默洛便发行了单曲《Cara Mia》；随后又于2007年5月23日发行了首张个人专辑《Stand by For...》。
这张专辑在瑞典获得专辑榜冠军，销量超过48,000张，被国际唱片业协会瑞典分会认证为白金唱片。专辑共发行了四首单曲，全部进入了瑞典单曲排行榜前50名。而《Cara Mia》更是登上瑞典单曲排行榜冠军，并售出逾80,000张，被认证为双白金单曲。
2007年10月5日，塞默洛担任了瑞典电视台少儿歌谣节（Lilla Melodifestivalen）的主持人。他还出演了电影《浑身是劲》的音乐剧版本，在哥特堡和斯德哥尔摩等地演出。

### 2009年：再次参加瑞典旋律节，发行专辑《MZW》

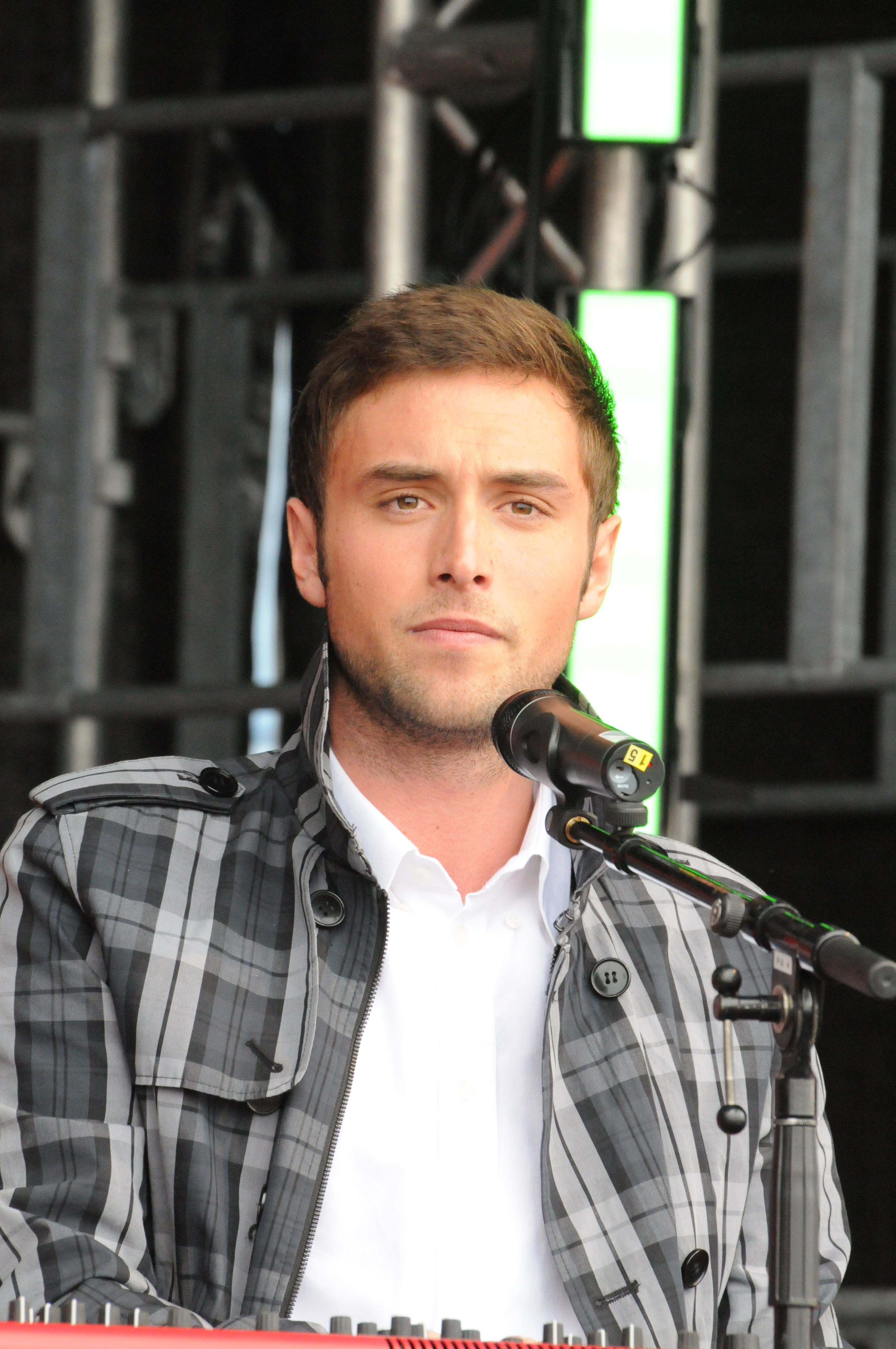
2009年，塞默洛在北雪平表演

2008年11月18日，塞默洛宣布将再次参加2009年瑞典旋律节，并演唱了歌曲《Hope & Glory》。他在2月14日的第二场预赛中登场，并顺利进入3月14日的总决赛。最终，虽然塞默洛获得了大部分评审团成员的投票，但他的总成绩仅排名第四位。
2008年，塞默洛回到录音室，开始录制其第二张个人专辑《MZW》，并于2009年3月发行。这张专辑也登上了瑞典专辑排行榜冠军，售出超过20,000张，被国际唱片业协会瑞典分会认证为金唱片。2009年，塞默洛在瑞典举行了巡回演唱会，宣传自己的这两张专辑。

### 2010－2012年：主持事业

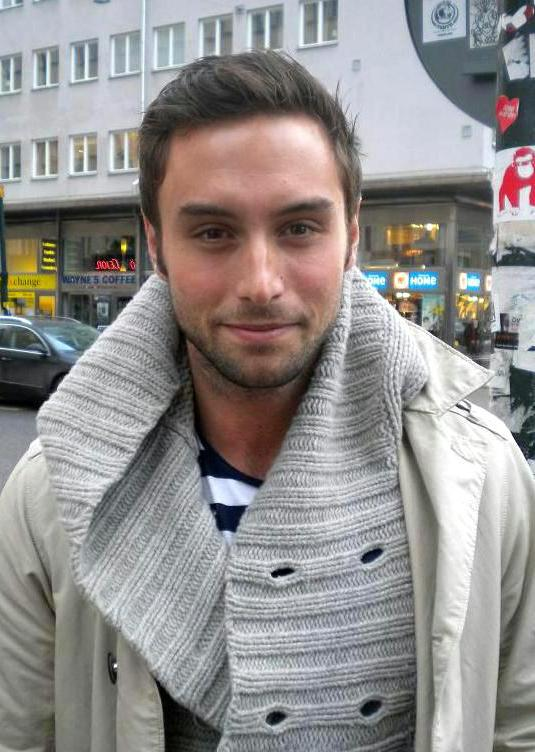
2010年，塞默洛在斯德哥尔摩

2009年11月10日，瑞典旋律节宣布次年的比赛将由塞默洛、道夫·龙格尔和克莉丝汀·梅策尔（Christine Meltzer）共同主持。2010年，塞默洛与这两人共同主持了第一场预赛和总决赛，而其他的几场预赛则与梅策尔共同主持。复活赛开场时，塞默洛在现场演唱了杜兰杜兰的歌曲《A View to a Kill》；总决赛现场又与另两位主持人共同演唱了生存者乐队的歌曲《Eye of the Tiger》。2010年12月，他还出演了音乐剧《罗密欧与茱丽叶》，饰演男主角罗密欧。
2011和2012年，塞默洛连续两年主持了瑞典电视台当年的夏季音乐节目《Allsång på Skansen》。

### 2013－2014年：专辑《Barcelona Sessions》

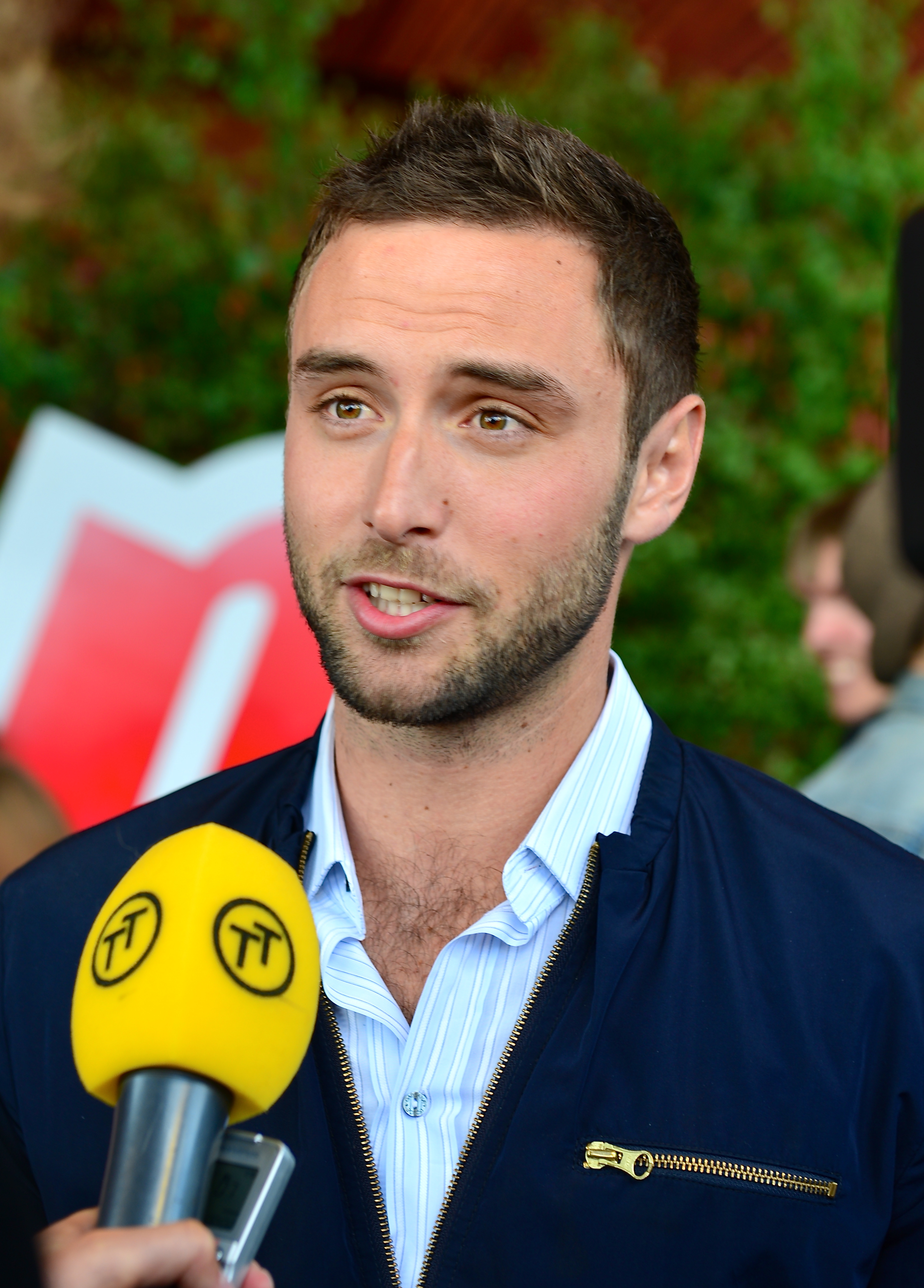
2013年，塞默洛在斯德哥尔摩主持音乐节目《Allsång på Skansen》

2013年初，塞默洛宣布将发行第三张个人专辑《Barcelona Sessions》，并发行了新单曲《Broken Parts》。2013年9月，塞默洛发行了第二张单曲《Beautiful Life》。专辑于2014年2月5日正式发行，最高登上瑞典专辑排行榜第3位。
2013年，塞默洛再次主持了瑞典电视台夏季音乐节目《Allsång på Skansen》，并在8月13日宣布将于次年退出这一节目，随后由歌手佩特拉·马克隆德接任。
2013年，塞默洛以词曲作者的身份参与了当年的瑞典旋律节，为参赛选手埃里克·塞格斯泰特和托恩·达姆利创作了歌曲《Hello Goodbye》。这两位选手也凭借这首歌曲进入了复活赛。2013年末，他还主演了瑞典音乐剧《Spök》的新版本。

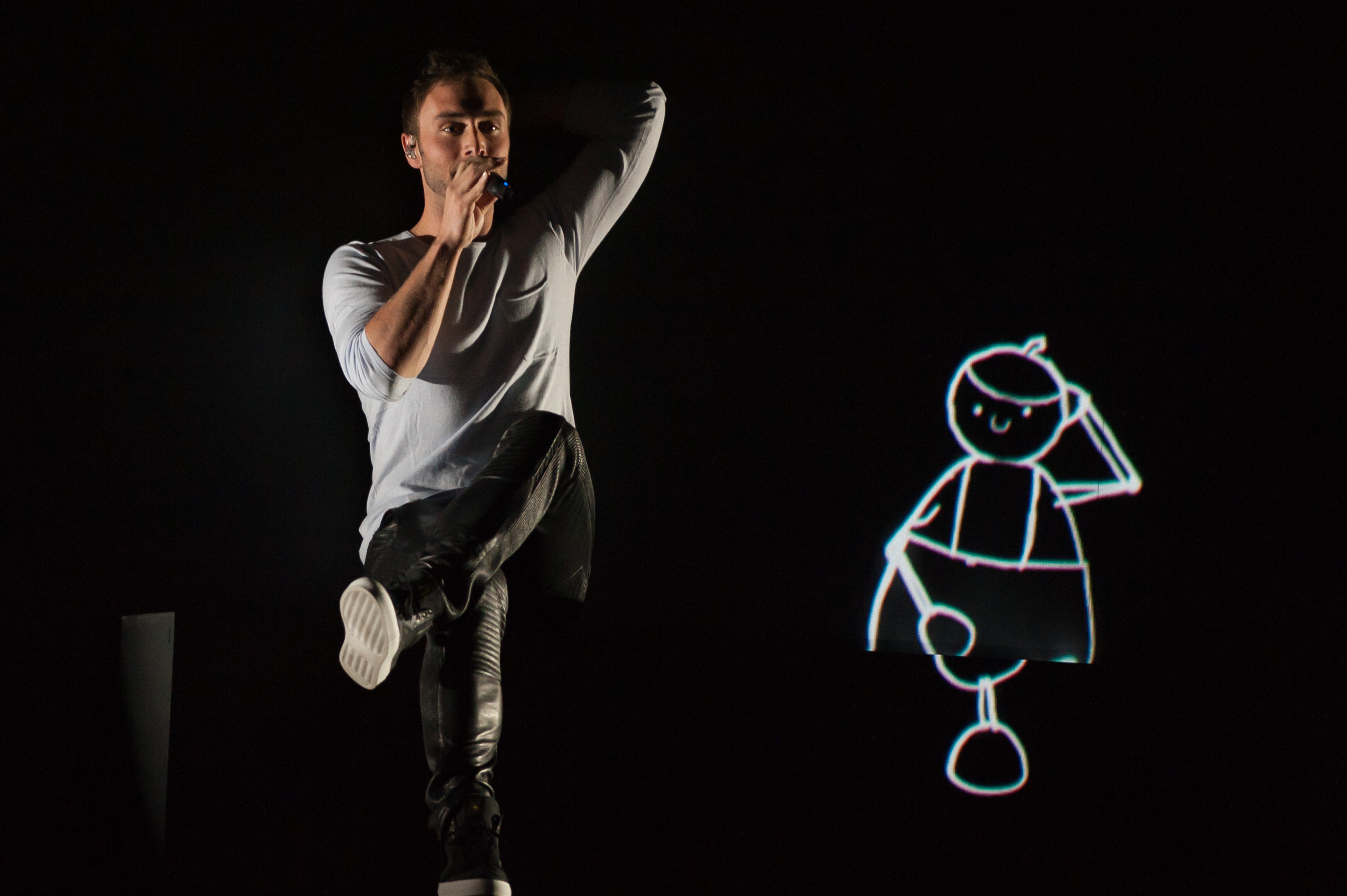
塞默洛在2015年欧洲歌唱大赛上表演

### 2015年至今：欧洲歌唱大赛和专辑《Perfectly Damaged》
2015年，塞默洛第三次参加瑞典旋律节，演唱歌曲《英雄們》，并以288分的成绩获得总决赛冠军，得以代表瑞典前往奥地利维也纳参加2015年欧洲歌唱大赛。他还为同一比赛的参赛者贝朗·米利（Behrang Miri）创作了歌曲《Det rår vi inte för》，米利也凭借这首歌曲进入了复活赛。2015年5月21日，塞默洛参加了欧洲歌唱大赛的第二场预赛，并顺利进入决赛。在5月23日的总决赛中，塞默洛以365分的成绩获得总冠军。这也是瑞典在欧洲歌唱大赛历史上获得的第六个冠军。
2015年5月11日，塞默洛公布了自己第四张个人专辑《Perfectly Damaged》 的曲目列表和专辑封面，专辑将于同年6月5日发行。
他还于2015年9月9—11日造访中国上海，为他的新专辑宣传造势。

## 个人生活
塞默洛本人热爱足球、网球和高尔夫。2008年到2011年期间，他曾与瑞典歌手和模特兒玛丽·塞内霍尔特有过一段恋情。
2004年12月26日，塞默洛和家人在泰国度假时曾遭遇印度洋地震和海啸，而全家人都幸免于难。
2014年3月，塞默洛在出席一个瑞典烹饪节目时称同性恋对他来说是“不正常的”（avvikelse），引发争议。之后他多次向公众道歉，表示自己的言论有误，是沟通上的误会。瑞典的LGBT群体也认为他参加过众多LGBT平权活动，本身并非恐同人士，类似言论仅仅是误会所致。之后他表示自己并不排斥与另一位男性交往。在获得欧洲歌唱大赛冠军之后，塞默洛也在获奖感言中表示：“无论我们与谁相爱，无论我们是谁，无论我们有怎样的信仰，我们都是英雄。”

## 音乐作品列表
专辑
- 《Stand by For...》（2007）
- 《MZW》（2009）
- 《Christmas with Friends》（2010）
- 《Kära vinter》（2011）
- 《Barcelona Sessions》（2014）
- 《Perfectly Damaged》（2015）